# Tenehaun Conservation Area
Das Tenehaun Conservation Area ist ein unter Naturschutz stehendes Gebiet in der Region Canterbury auf der Südinsel von Neuseeland. Das Gebiet untersteht dem Department of Conservation.

## Geographie
Das Tenehaun Conservation Area befindet sich in den Bergen der Moorhouse Range, rund 47 km nordwestlich von Ashburton am nordwestlichen Ende der Canterbury Plains und besteht aus einem großen zusammenhängenden Gebiet und drei weiteren kleinen Gebieten an seiner Südwestseite. Es erstreckt sich in einer Südost-Nordwest-Richtung über eine Länge von rund 6 km und misst an seiner breitesten Stelle 3,1 km. Der Rangitata River passiert das Gebiet an seiner Südwestseite. Der 1378 m hohe Mount Tripp grenzt an das nördliche Ende und der 1145 m hohe Mount Pukanui an das südliche Ende des Schutzgebietes.
Zugang zu dem Gebiet bekommt man von Südosten aus über die  Hinds Gorge Road, die rund 15 km südöstlich bei Mayfield von der Inland Scenic Tourism Road 72 abzweigt.

## Geschichte
Das Gebiet des Tenehaun Conservation Area wurde 1854 von den Moorhouse-Brüdern in Besitz genommen und ab 1889 als Weideland für Schafe genutzt.

## Vegetation
Die Berge der Moorhouse Range sind von kurzblättrigem Tussock-Gras bewachsen. Büsche und kleinere Bäume kommen nur an kleinen Bachläufen oder Senken vor.